# Calixa Lavallée
Calixa Lavallée (Vercherés, 28 de diciembre de 1842 - Boston, 21 de enero de 1891), nacido Calixte Paquet dit Lavallée, fue un compositor franco-canadiense y músico de la banda de la Union Army durante la guerra civil americana que compuso la música O Canada, que oficialmente se convirtió en el himno nacional de Canadá en 1890.

## Carrera
A los 13 años, Lavallée realizó un concierto de piano en el Théâtre Royal de Montreal. En 1857, se mudó a Estados Unidos vivió en Rhode Island (Nueva York). Después de actuar como músico en varios países, incluso en Brasil y México, regresó a Estados Unidos, donde se alistó en el IV Batallón Voluntario de Rhode Island del Ejército de la Unión como cornetista durante la guerra civil estadounidense. Alcanzó el rango de teniente. Fue herido en la Batalla de Antietam. Durante y después de la guerra, viajó entre Canadá y los Estados Unidos construyendo su carrera en la música.
Lavallée regresó a Montreal en 1863, y durante dos años realizó conciertos allí.
En la década de 1860 también residió brevemente en Chicago, Filadelfia y Nueva York, pero pasó la mayor parte de su tiempo viajando con compañías de espectáculos de trovadores. En 1867, se casó con una mujer estadounidense, Josephine Gentilly.
Lavallée trabajó como pianista, organista y profesor de música, y también dirigió producciones orquestales y operísticas en salas de conciertos, incluida la Academia de Música de Montreal en Montreal, la ciudad de Quebec y en muchas ciudades de los Estados Unidos. Entre sus alumnos estuvo el compositor Alexis Contant.
Lavallée regresó a Montreal en la década de 1870,
donde continuó interpretando y componiendo.
Para celebrar el Día de San Juan Bautista en 1880, el teniente gobernador de Quebec, Théodore Robitaille, encargó a Lavallée que compusiera la música de O Canadá, un poema patriótico de Adolphe-Basile Routhier.
Después de algunas dificultades financieras en Canadá, Lavallée se mudó nuevamente a los Estados Unidos.
En su vida posterior promovió la idea de la unión entre Canadá y los Estados Unidos.

## Últimos años y muerte
Durante los últimos años de su vida, Lavallée fue el maestro de coro en la Catedral de la Santa Cruz, en Boston. Murió sin dinero en esa ciudad en 1891.
Como resultado de la campaña del director de música de los Rifles de Victoria, Joseph-Laurent Gariépy, con sede en Montreal, sus restos fueron devueltos a Montreal y enterrados en el Cementerio de Côte-des-Neiges en 1933.